# Volkert van der Graaf
Volkert van der Graaf (Middelburg, 9 juli 1969) is een Nederlandse milieuactivist en de moordenaar van politicus Pim Fortuyn in 2002.

## Biografie
Van der Graaf werd geboren als tweede kind van een Nederlandse vader, een natuur- en wiskundeleraar, die overleed toen Van der Graaf 17 jaar was, en een in Engeland geboren moeder. Hij volgde het atheneum aan de Stedelijke Scholengemeenschap Middelburg, ging milieuhygiëne studeren aan de Landbouwuniversiteit Wageningen, werd veganist en startte in 1992 samen met Sjoerd van de Wouw de Vereniging Milieu-Offensief (VMO) die zich bezighield met juridische procesvoering tegen milieuovertredingen en dierenmishandeling. Van der Graaf controleerde of veehouders en boeren over de vereiste milieuvergunningen beschikten en spande procedures aan bij de Raad van State. In maart 1993 toonde TROS Aktua een confrontatie tussen Van der Graaf en een boer op de Veluwe tegen wie hij een bezwaarschrift had ingediend. Ook was een schriftelijke doodsbedreiging van vermoedelijk enkele agrariërs tegen de medewerkers van VMO te zien.

## Moord op Pim Fortuyn

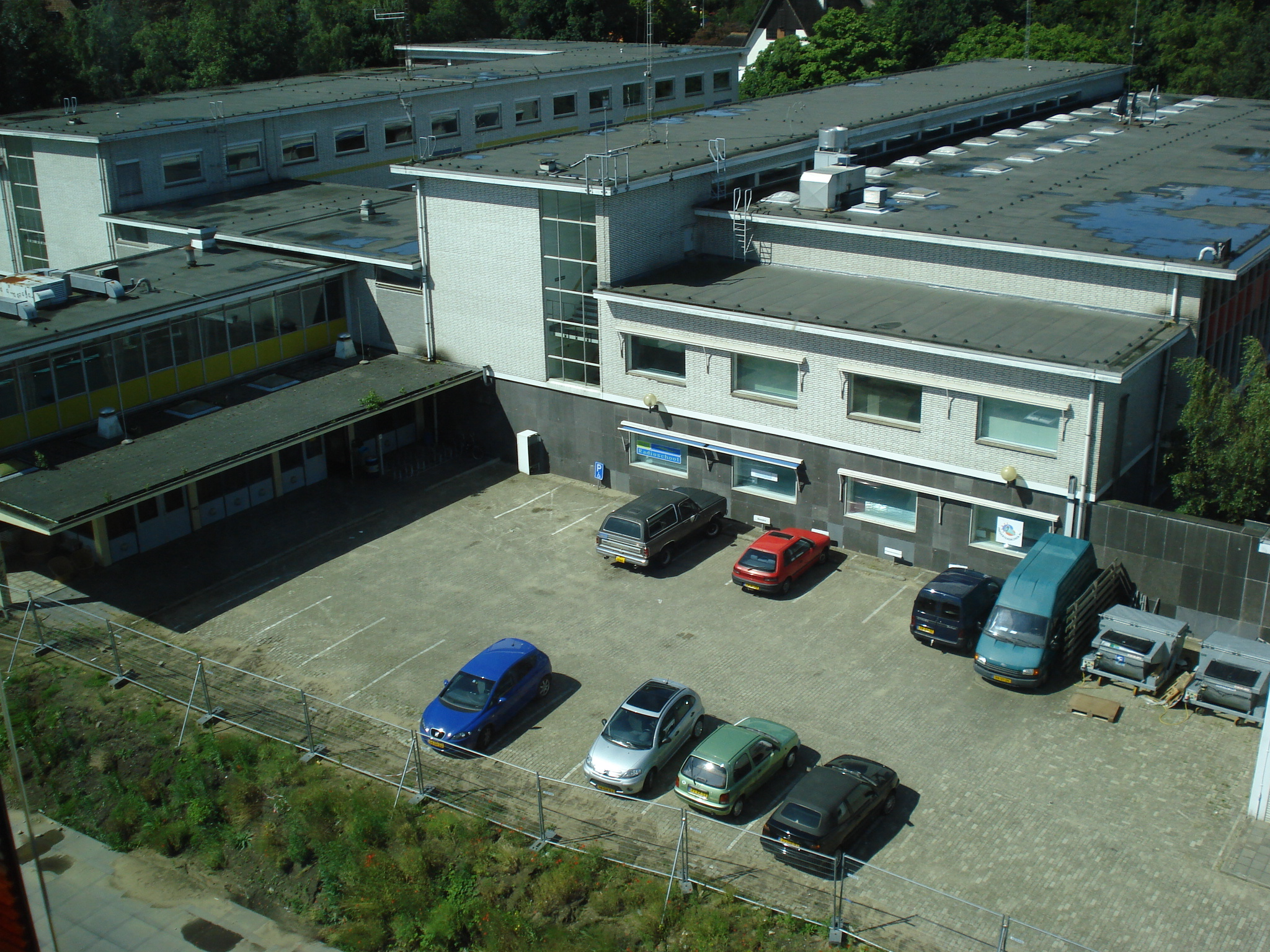
Het Media Park in Hilversum, de locatie van de moord op Pim Fortuyn

Op 6 mei 2002 werd politicus Pim Fortuyn, lijsttrekker van de LPF bij de verkiezingen van 15 mei 2002, door Van der Graaf met een Star Firestar M43-pistool van dichtbij door het hoofd geschoten op het Media Park in Hilversum. Van der Graaf werd kort na de aanslag in de nabijheid van de plaats delict door de Hilversumse politie gearresteerd.

## Veroordeling
Van der Graaf had indertijd geen strafblad. Een tijdje later werd ook zijn vriendin opgepakt, maar er was geen bewijs dat zij iets met de zaak te maken had gehad. Ook vond er een huiszoeking in Van der Graafs woning plaats. In de garage werden chemicaliën gevonden, zoals ammoniumnitraat, kaliumchloraat in combinatie met suiker, actieve kool, tolueen en zwavelzuur, waarmee explosieven gemaakt kunnen worden.
Tijdens de rechtszaak in maart en april 2003 bekende Van der Graaf de aanslag op Fortuyn. Hij gaf als motief dat hij in Fortuyn een groeiend gevaar voor de samenleving zag, met name voor kwetsbare groepen zoals asielzoekers, moslims en mensen met een WAO-uitkering, aldus de verklaring van het Openbaar Ministerie. Het OM:

Het ging daarbij voor de verdachte om de combinatie van de algemene stigmatiserende politieke denkbeelden van Fortuyn, de polariserende wijze waarop Fortuyn die voor het voetlicht bracht en de grote politieke macht die Fortuyn dreigde te krijgen. Hij zag voor zichzelf geen andere mogelijkheid om dat gevaar te stoppen dan door Fortuyn om het leven te brengen.

Zelf verklaarde Volkert van der Graaf, blijkens het uiteindelijk vonnis waarin hij schuldig werd bevonden aan moord:

Ik erken dat ik op 6 mei 2002 te Hilversum [slachtoffer] heb doodgeschoten. (...). Ik zag [slachtoffer] als een gevaar voor de samenleving. Ik zag voor mijzelf geen andere mogelijkheid dan wat ik heb gedaan. (...)

Ook door anderen dan het Openbaar Ministerie werd verwezen naar Van der Graafs dierenactivistisch verleden. Met name schrijver Tomas Ross en onderzoeksjournalist Peter Siebelt verwezen naar een citaat uit het rapport van de commissie-Van den Haak die de beveiliging van Fortuyn had onderzocht. Het citaat is afkomstig uit een door de AIVD afgeluisterd telefoongesprek van 8 januari 2002, toen Fortuyn nog lijsttrekker was van Leefbaar Nederland. In dat gesprek werd door een milieuactivist gezegd: "Hij (Fortuyn) moet dood!" Nadat de spreker erop attent gemaakt werd dat men afgeluisterd werd, corrigeerde hij zichzelf en zei: "Ik bedoel natuurlijk monddood."

### Het proces
Het proces begon na enkele pro-formazittingen op 27 maart 2003 en duurde drie zittingsdagen. De officier van justitie Koos Plooij eiste een levenslange gevangenisstraf. Volgens strafrechtdeskundigen zou een veroordeling tot levenslang een unicum zijn, omdat het ging om een enkelvoudige moord gepleegd door een dader die nog niet eerder was veroordeeld. De officier van justitie kwam tot zijn eis omdat de aanslag volgens hem niet alleen de persoon Fortuyn trof, maar ook de Nederlandse democratie: Fortuyn was een vooraanstaand politicus en de aanslag vond plaats vlak voor de verkiezingen voor de Tweede Kamer. Bovendien toonde Van der Graaf nauwelijks berouw over zijn daad.
Omdat het bewijs tegen hem overstelpend was en hij de moord bekende, richtten zijn advocaten zich vooral op de strafmaat. Ze wezen erop dat een politiek motief geen reden voor strafverzwaring mocht zijn - andere motieven zouden dan verlichtend kunnen werken, wat onwenselijk zou zijn. De officier van justitie stelde echter dat er geen sprake kon zijn van een politiek motief, omdat de verdachte nooit openlijk interesse had getoond voor politieke vraagstukken.

### Veroordeling
De rechtbank veroordeelde Van der Graaf op 15 april 2003 tot 18 jaar gevangenisstraf. De inbreuk op het democratische proces was niet ernstig genoeg en de kans op herhaling te klein om een levenslange gevangenisstraf te rechtvaardigen, aldus de rechters. Bij dat laatste baseerde de rechtbank zich op het psychiatrisch rapport. Feiten die voor de rechtbank wel zwaar wogen waren de 'brute wijze' waarop de moord werd gepleegd en het feit dat de rechtsorde ernstig was geschokt.
Van der Graaf werd niet alleen veroordeeld voor moord, maar ook voor verboden wapenbezit (van het moordwapen) en voor het bedreigen van Hans Smolders, de chauffeur van Fortuyn, die hem na de aanslag achtervolgde.

### Hoger beroep
Zowel Van der Graaf als het Openbaar Ministerie ging in hoger beroep tegen de opgelegde strafmaat. Het Gerechtshof Amsterdam veroordeelde hem vervolgens opnieuw tot achttien jaar gevangenisstraf.
Het Openbaar Ministerie noch Van der Graaf ging tegen deze uitspraak in cassatie, waardoor deze veroordeling definitief werd.

### Psychische gesteldheid
Het onderzoeksrapport naar de geestelijke gesteldheid van Van der Graaf, opgesteld door het Pieter Baan Centrum (PBC) en vrijgegeven op 21 maart 2003, stelde dat hij leed aan een obsessief-compulsieve persoonlijkheidsstoornis. Dit zou hebben geleid tot perfectionisme en een onbuigzame houding in morele kwesties. Van der Graaf was volgens het rapport echter wel toerekeningsvatbaar, wat door hem werd beaamd.
Psychiater Antoine de Kom en psycholoog J.M. Oudejans van het Pieter Baan Centrum te Utrecht hadden Van der Graaf onderzocht. Zij concludeerden:

Hij is een intellectueel hoogbegaafde, lichamelijk gezonde man, bij wie sprake is van een obsessieve-compulsieve persoonlijkheidsstoornis. Deze komt tot uiting in perfectionisme dat het voltooien van taken bemoeilijkt en in overmatige toewijding aan het werk met uitsluiting van ontspannende bezigheden en vriendschappen.

Voorts zou zijn persoonlijkheidsstoornis zich uiten doordat hij "overdreven gewetensvol" zou zijn, "scrupuleus en star betreffende zaken van moraliteit, ethiek en normen (niet te verklaren vanuit de culturele achtergrond van zijn milieu) en doordat hij starheid en koppigheid toont.".

Deze persoonlijkheidsstoornis zou echter niet van aanwijsbare invloed zijn geweest ten tijde van de aan hem ten laste gelegde feiten.

Zijn voornemen was ingegeven door zijn verwachting dat het slachtoffer "een groot gevaar" zou vormen voor "de zwakkeren"

Deze verwachting zou echter niet uit Van der Graafs persoonlijkheidsstoornis kunnen worden verklaard. Voor zover hij zich verontrust voelde, was die vrees niet als een pathologisch motief aan te merken. Hij had zonder aanwijsbaar ziekelijke beperking geprobeerd het slachtoffer gewapend te benaderen met de bedoeling hem te doden. Hij had zijn vuurwapen niet uit andere dan reële motieven voorhanden gehad. Hij had kort voor het doodschieten besloten dat daartoe de gelegenheid bestond en vervolgens zonder aanwijsbaar pathologische beïnvloeding geschoten.

Ook in de wijze van uitvoeren van deze gewapende en dodelijke overrompeling is geen invloed van een stoornis aanwijsbaar, zoals tevens geldt voor het met dat wapen bedreigen van een achtervolger. Voor zover er sprake is geweest van een overschatting van de macht en invloed van het slachtoffer, kan deze vertekening niet verklaard worden vanuit eventuele pathologische motieven. Ook de afwezigheid van morele twijfel is in dit geval niet pathologisch bepaald en dient gezien te worden tegen de achtergrond van een al veel langer bestaande bereidheid om de uiterste consequentie te trekken uit zijn politieke overtuigingen en principes.

Niet lang voor de uitspraak in hoger beroep suggereerden enkele wetenschappers in kranten dat hij zou lijden aan het syndroom van Asperger, wat door de onderzoekers van het Pieter Baan Centrum over het hoofd zou zijn gezien. Door het PBC werd dit laatste ontkend. Met de mogelijkheid zou wel degelijk rekening zijn gehouden, maar er waren tijdens het onderzoek geen aanwijzingen voor gevonden.
Eind november 2003 diende Van der Graaf bij het medisch tuchtcollege een klacht in tegen de Groningse psychiater Menno Oosterhoff, de belangrijkste exponent van de theorie dat hij aan het syndroom zou lijden. Op 11 oktober 2004 werd de klacht behandeld. De uitspraak vond op 22 november plaats. Het Tuchtcollege verklaarde Van der Graafs klacht niet-ontvankelijk, omdat de uitspraken van Oosterhoff niet de individuele gezondheidszorg betroffen en er geen sprake was van een arts-patiënt-relatie. Alleen als aan deze voorwaarden was voldaan, achtte het Hof zich bevoegd tot het geven van oordelen.

## Vrijlating

### Verlof
Gevangenen in Nederland veroordeeld voor 1 juli 2021 komen normaliter na twee derde van hun straf vrij. In de aanloop naar dat moment kan de gevangene verlof vragen voor het tijdelijk verlaten van de inrichting in het kader van algemeen verlof. Dit is Van der Graaf viermaal geweigerd, de laatste keer op 11 oktober 2013. Tegen dat besluit van staatssecretaris Teeven stond een beroep open bij de Raad voor Strafrechtstoepassing en Jeugdbescherming (RSJ). In oktober 2013 werd bekend dat Van der Graaf op 21 februari 2007 op incidenteel verlof was geweest voor een uitvaart. Hoewel dit bijzondere verlof al eerder bekend was, was de precieze datum dat niet. Begin december 2013 bepaalde de RSJ dat Van der Graaf verlof toegestaan moest worden, hetgeen daarna periodiek plaatsvond.

### Voorwaardelijke invrijheidstelling
In het tv-programma Edwin zoekt Fortuyn, uitgezonden door de AVRO op 15 maart 2012, voerde Pim Fortuyns neef Edwin Fortuyn een telefoongesprek met Van der Graaf, die niet wist dat het gesprek zou worden uitgezonden. Van der Graaf wilde niet ingaan op de vraag waarom hij Fortuyn vermoordde. De vraag of hij eenzelfde misdaad nog eens zou plegen vond hij niet geschikt om telefonisch te behandelen. Deze uitzending was voor Hans Smolders, die als chauffeur van Pim Fortuyn bij de moordaanslag aanwezig was, aanleiding een petitie te starten om vervroegde vrijlating van Van der Graaf te voorkomen.
Op 26 maart 2014 maakte staatssecretaris Fred Teeven (Veiligheid en Justitie) bekend dat Van der Graaf op 2 mei 2014 voorwaardelijk in vrijheid zou worden gesteld. Op die datum had hij twee derde van zijn gevangenisstraf uitgezeten. Op genoemde datum verliet Van der Graaf de gevangenis in Zwolle. Aan de invrijheidstelling waren wel voorwaarden verbonden. Zo moest hij een enkelband met gps dragen, mocht hij geen contact opnemen met de nabestaanden van Pim Fortuyn, niet in Rotterdam, Den Haag, Hilversum, Tilburg of Krimpen aan den IJssel komen en ook geen contact hebben met de media. Ook moest hij zich wekelijks bij de reclassering melden. Een ruime meerderheid in de Tweede Kamer steunde het besluit van de staatssecretaris.

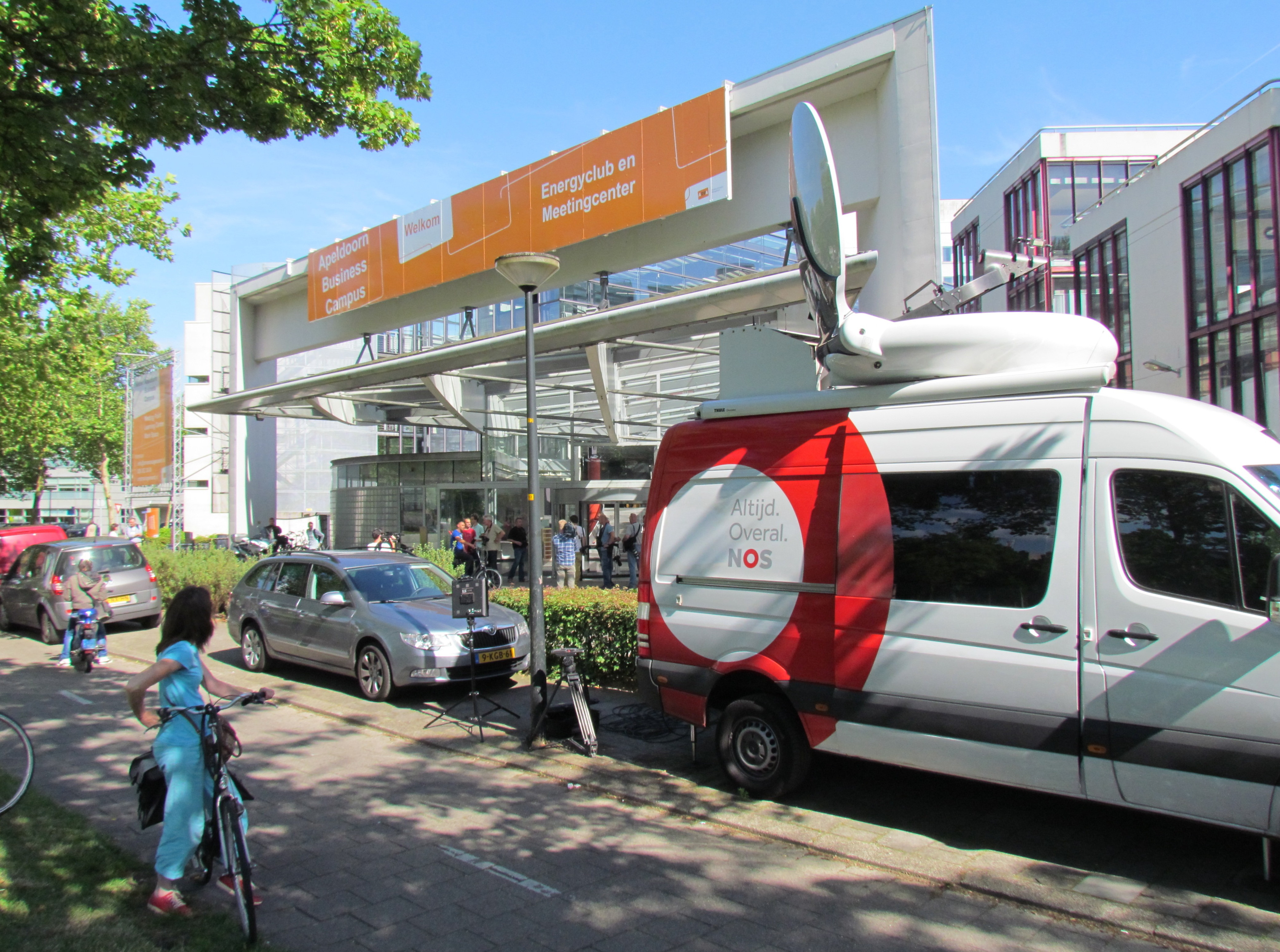
Mediabelangstelling bij de bijeenkomst voor buurtbewoners over de komst van Van der Graaf naar Apeldoorn

Op 28 mei 2014 kwam Van der Graaf in Apeldoorn wonen. Dit werd op 11 juni dat jaar bekendgemaakt door de burgemeester van Apeldoorn, John Berends. Eerst werden buurtbewoners geïnformeerd, later op de dag werd ook de pers door de burgemeester ingelicht.
Van der Graaf spande een kort geding aan tegen de Nederlandse staat, omdat hij de hem opgelegde voorwaarden voor invrijheidstelling te streng vond. Dit geding diende op 14 juli 2014 voor de rechtbank in Den Haag. Aangezien dit een van de plaatsen was waar Van der Graaf niet mocht komen, was hij zelf niet aanwezig ter zitting. Zijn advocaat, Stijn Franken, sprak van willekeur in de gebiedsverboden en stelde dat zijn cliënt onder permanent elektronisch toezicht stond, wat door de landsadvocaat werd tegengesproken. Op 30 juli van dat jaar besliste de rechter dat het gebiedsverbod en het daaraan gekoppelde elektronisch toezicht 'disproportioneel' waren, en dat deze moesten worden geschorst. Op 14 oktober 2014 werd dit vonnis in het door het OM ingesteld hoger beroep door het Gerechtshof Den Haag bekrachtigd.
In september 2015 ontstond ophef in gerechtelijke en politieke kringen over een mogelijke schending door Van der Graaf van zijn mediaverbod. In een uitzending van Brandpunt Reporter waren heimelijk gefilmde opnamen vertoond waarin hij verklaarde dat foto's van hem die in juni 2014 in De Telegraaf waren verschenen (en die door die krant als undercoverfoto's waren gepresenteerd) op instigatie van zijn advocaat en in overleg met het Openbaar Ministerie waren gemaakt. Dit leidde tot tegenstrijdige verklaringen bij het OM, De Telegraaf en het ministerie van Veiligheid en Justitie over de gang van zaken rond de fotosessie, naar aanleiding waarvan minister Van der Steur onder meer tientallen kamervragen te beantwoorden kreeg. Uit onderzoek naar aanleiding van de uitzending van Brandpunt Reporter trok de reclassering in januari 2016 de conclusie dat Van der Graaf de voorwaarden voor zijn invrijheidstelling niet had geschonden, en hij hoefde dan ook niet opnieuw de cel in.
Het Openbaar Ministerie vroeg in december 2016 de rechter om Van der Graaf nog een jaar in de gevangenis op te sluiten.
Op 6 februari 2017 deed de rechtbank in Amsterdam uitspraak in de zaak en vonniste dat Van der Graaf zich had gehouden aan de meldplicht bij de reclassering en daarom in vrijheid bleef.
In mei 2018 maakte Van der Graaf bekend dat hij wilde emigreren naar het buitenland. Hiervoor moest de periodieke meldplicht bij de reclassering komen te vervallen. Op 29 mei 2018 gaf de rechter hier akkoord voor. In mei 2019 kwam De Stentor er achter dat Van der Graaf helemaal niet was geëmigreerd.
Sinds mei 2020 is Van der Graaf officieel vrij man.

## Verdere beschuldigingen
Toen bekend werd dat Van der Graaf de moordenaar van Fortuyn was, begonnen berichten in de media te circuleren dat hij ook verantwoordelijk kon zijn geweest voor de moord op milieuambtenaar Chris van de Werken in 1996. Naar aanleiding van de berichten werd door Justitie uitgebreid onderzoek gedaan naar de mogelijke betrokkenheid van Van der Graaf bij de moord op Van de Werken en andere strafbare feiten waar hij mee in verband werd gebracht. Zo werd onderzoek gedaan naar zijn mogelijke betrokkenheid bij het 'taartgooi-incident' (Pim Fortuyn kreeg tijdens zijn campagne een taart in zijn gezicht gedrukt door de 'biologische bakkers brigade'). Ook werden complottheorieën aangaande de moord op Fortuyn onderzocht en mogelijke chantage van boeren door Vereniging Milieu-Offensief, die was opgericht door Van der Graaf. De onderzoeksresultaten werden door de politie vastgelegd in een vertrouwelijk rapport. Op basis van onder meer dit rapport besloot justitie Van der Graaf niet als verdachte van genoemde strafbare feiten aan te merken.
In dagblad De Telegraaf verscheen op 7 juli 2006 een artikel waarin Van der Graaf in verband werd gebracht met de moord op Van de Werken en waarin een link stond naar het vertrouwelijke politierapport. In reactie op dit artikel deed het Openbaar Ministerie een persbericht uitgaan waarin het OM mededeelde dat het genoemde onderzoek het OM niet tot de conclusie had kunnen brengen dat alsnog bewijs zou kunnen worden geleverd voor de betrokkenheid van Van der Graaf bij de dood van Van de Werken. Van der Graaf diende vervolgens met succes een klacht in bij de Raad voor de Journalistiek. De Telegraaf zag zich daarna gedwongen te rectificeren. Van der Graaf won ook een rechtszaak, waarbij de rechtbank van Amsterdam oordeelde dat ook een strafrechtelijk veroordeelde recht heeft op bescherming van de eer en goede naam, en De Telegraaf veroordeelde tot het betalen van een vergoeding van € 2500,- wegens immateriële schade, en de proceskosten.

## Acteurs
Van der Graaf werd gespeeld door drie acteurs:
1. Owen Schumacher op 28 september 2002 in het satirisch televisieprogramma Kopspijkers  – inclusief balkje voor zijn ogen en aangesproken als "Volkert van der G.".
2. Reinout Bussemaker in de film 06/05 van Theo van Gogh, in première gegaan (in Nederland) op 10 februari 2005.
3. Bart Harder op 22 april 2022 in de dramaserie Het jaar van Fortuyn.